# Face the Heat
Face the Heat je dvanácté studiové album německé hardrockové skupiny Scorpions z roku 1993.
Toto je první album Scorpions, na kterém se začaly aktivněji projevovat dobové trendy ve světové hudbě - i přesto však výrazně nevybočuje z profilu jejich tvorby. Scorpions se ke svému klasickému stylu plně vrátili až albem Unbreakable z roku 2004.

## Seznam skladeb
1. "Alien Nation"  – 5:44
2. "No Pain, No Gain"  – 3:55
3. "Someone to Touch"  – 4:28
4. "Under the Same Sun"  – 4:52
5. "Unholy Alliance"  – 5:16
6. "Woman"  – 5:56
7. "Hate to Be Nice"  – 3:33
8. "Taxman Woman"  – 4:30
9. "Ship of Fools"  – 4:15
10. "Nightmare Avenue"  – 3:54
11. "Lonely Nights"  – 4:44

### Bonusy

#### Evropa
12. "Destin" – 3:17

13. "Daddy's Girl" – 4:17

#### Japonsko
12. "Kami O Shin Juru"

#### USA
12. (Marie's the Name) His Latest Flame" (Doc Pomus, Mort Shuman))

## Sestava
- Klaus Meine - zpěv
- Matthias Jabs - kytara
- Rudolf Schenker - kytara
- Ralph Rieckermann - baskytara
- Herman Rarebell - bicí
- John Webster - klávesy
- Luke Herzog - další klávesy (skladby "Woman" a "Lonely Nights")

## Umístění v žebříčcích

### Album
Billboard (Severní Amerika)
| Rok  | Žebříček          | Pozice |
| ---- | ----------------- | ------ |
| 1993 | The Billboard 200 | #24    |

### Singly
| Rok  | Singl                | Žebříček               | Pozice |
| ---- | -------------------- | ---------------------- | ------ |
| 1993 | "Alien Nation"       | Mainstream Rock Tracks | #10    |
| 1993 | "Woman"              | Mainstream Rock Tracks | #15    |
| 1994 | "Under The Same Sun" | Mainstream Rock Tracks | #16    |